# Convenção Batista de Angola
A Convenção Baptista de Angola é uma associação cristã evangélica de Igrejas batistas em Angola. Ela é afiliada à Aliança Batista Mundial. A sede está localizada em Luanda.

## História
A Convenção Batista de Angola tem suas origens em uma missão batista portuguesa em 1927 e 1929.  É oficialmente fundado em 1940.  De acordo com um censo da associação, em 2023 ela disse que tinha 379 igrejas e 37,500 membros. 